# Dufourea femorata
Dufourea femorata är en biart som beskrevs av Richard Mitchell Bohart 1947. Dufourea femorata ingår i släktet solbin, och familjen vägbin. Inga underarter finns listade i Catalogue of Life.